# Заозёрное (Алтайский край)
Заозёрное — упразднённое село село в Бурлинском районе Алтайского края Российской Федерации. Входило в состав Новопесчанского сельсовета. Исключено из учётных данных в 1974 году. 
Сохранилось сельское кладбище. 

## География
Урочище находится при реке Бурла и озере Хорошее.
Рельеф — равнинный. Климат — резко континентальный. Средняя температура января −16,8 °C,июля +20,8 °C. Количество атмосферных осадков 275 мм. 

## История
Основано в 1939 году в составе Устьянского сельсовета. С 1960 г. отделение совхоза «Устьянский». В 1966 г. при образовании совхоз «Песчанский», в состав совхоза вошла часть земель совхоза «Устьянский» вместе с селом Заозерное. Заозерное также было передано в состав Новопесчанского сельского совета..
Ликвидировано в 1974 г.

## Инфраструктура
Основой экономики было сельское хозяйство .